# (31690) Nayamenezes
(31690) Nayamenezes est un astéroïde de la ceinture principale.

## Description
(31690) Nayamenezes est un astéroïde de la ceinture principale. Il fut découvert le 10 mai 1999 à Socorro (Nouveau-Mexique) par le projet LINEAR. Il présente une orbite caractérisée par un demi-grand axe de 3,21 UA, une excentricité de 0,14 et une inclinaison de 0,1° par rapport à l'écliptique.

## Compléments